# Pavie, Gers
Pavie är en kommun i departementet Gers i regionen Occitanien i sydvästra Frankrike. Kommunen ligger i kantonen Auch-Sud-Ouest som tillhör arrondissementet Auch. År 2022 hade Pavie 2 540 invånare.

## Befolkningsutveckling
Antalet invånare i kommunen Pavie
Referens:INSEE